# فرودگاه نیژنئانگارسک
فرودگاه نیژنئانگارسک (به روسی: Аэропорт Нижнеангарск) فرودگاهی عمومی واقع در سوروبایکالسک در کشور روسیه است که توسط JSC "Buryat Airlines" اداره می‌شود.

## شرکت‌های هواپیمایی و مقصدهای پروازی
| شرکت‌های هواپیمایی | مقصدهای پروازی                         |
| ----------------- | -------------------------------------- |
| آنگارا ایرلاینز   | اولان‌اوده                              |
| Ayana             | کراسنویارسک چرمشانکا، کیزیل، اولان‌اوده |